# Jean-Richard Goubie

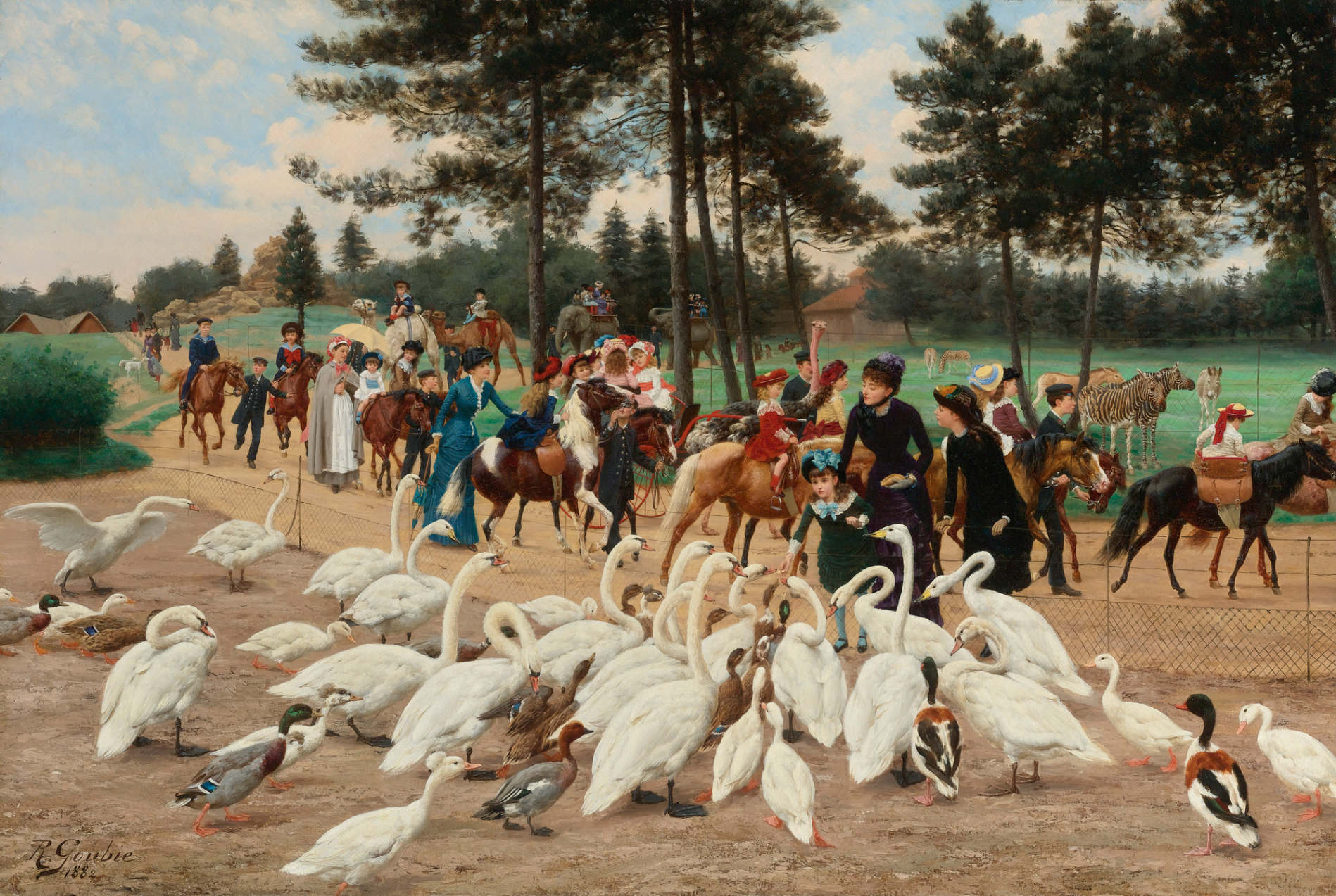
Sonntagnachmittag im Tierpark (1882)

Jean-Richard Goubie (* 12. Januar 1842 in Paris; † 7. September 1899 ebenda) war ein französischer Tiermaler.
Goubie studierte an der École des beaux-arts de Paris bei Jean-Léon Gérôme. Er malte fast ausschließlich Pferde mit Reitern. 
Goubie stellte seine Werke von 1878 bis 1893 auf dem Salon der Société des Artistes Français aus.